# Felmer, Brașov
Felmer (în dialectul săsesc Fälmern, în germană Felmern, în maghiară Felmér) este un sat în comuna Șoarș din județul Brașov, Transilvania, România.

## Istoric
Denumirea își are originea în numele unui preot care s-a stabilit în acel loc, împreună cu mai multe familii de coloniști, venite în anul 1206, și care au întemeiat un sat, căruia i-au dat numele preotului: Felmer, ulterior numele apărând și sub forma Felmern.
Prima atestare documentară: 6 septembrie 1206 într-un act de donație emis de regele Andrei al II-lea al Ungariei către Johannes Latinus (den Wallonen), având și denumirea de villa Welmer. Numele său mai apare și ca Johannes Latinus von Oplid (Apold) Den Wallon (Valonul, indicând originea sa din Valonia). Felmer se numără printre primele localități atestate din România.
Din secolul al XIV-lea, Felmer a aparținut, cu scurte întreruperi, de Scaunul Rupea (în germană Repser Stuhl).
În 1532 apare denumirea "Felmer" pe prima hartă a Transilvaniei, întocmită pe principii cartografice de Johannes Honterus.
Din anul 1580 datează un document, păstrat în arhivele din Sibiu, care atestă că un proces între frații Bartholomäus și Michael Weinisch, din Felmer, pentru împărțirea unei proprietăți, a fost judecat de Universitatea Națiunii Săsești.
Primarul (în germană Honn) era ales de sași - de exemplu, Michael Knall a fost timp de nouă ani primar. Ultimul primar sas a fost Michael Kiltsch, ales în 1918.

## Populația

Membri ai asociației HOG Felmern din Germania în costume populare săsești din satul lor de origine

La primul recensământ din cele Șapte Scaune (în germană Sieben Stühle) din anul 1488, în Felmer au fost recenzați 34 de capi de familie, un învățător și o moară. După atacurile turcilor din secolul al XV-lea și din prima jumătate a secolului al XVI-lea (1532) în Felmer nu mai existau decât 21 de capi de familie. Până la mijlocul secolului al XVIII-lea, populația a crescut considerabil, dar în timpul epidemiei de holeră din 1848 au murit 170 de locuitori din Felmer, între care 112 sași, precum și 58 de români și țigani. Din cauza epidemiei de holeră din 1871 au fost înregistrați 80 de decedați, între care 47 de sași și 33 de români și țigani. În anul epidemiei de gripă spaniolă au mai murit în Felmer 69 de persoane, între care 14 sași și 55 de români și țigani.
În anul 1862 localitatea avea 656 de locuitori sași, în 1883 - 433, în 1927 - 569 iar în 1934 - 603. Din punct de vedere al confesiunii, în 1929 existau în Felmer 569 de locuitori de confesiune luterană și 920 de alte confesiuni.
La recensământul din 1941, populația totală a satului era de 1367 de persoane, din care 564 sași (39,9%) restul de 803 fiind români și țigani.
În timpul celor două războaie mondiale au fost mobilizați 80 de bărbați din Felmer, din care 31 și-au dat viața luptând în armata germană și 3 luptând în armata română. Din 94 de persoane deportate în Uniunea Sovietică după al Doilea Război Mondial, 11 au decedat.
În anul 1998 mai erau în Felmer numai 15 persoane de etnie germană, în Făgăraș și împrejurimi se mai găseau circa 65 de sași proveniți din Felmer, iar în Austria și Germania încă circa 395, adică un total de 475 de persoane. Acest număr este oarecum egal cu populația de sași din Felmer recenzată în 1910 - 488 de suflete, și în 1930 - 525 de suflete.
În anul 2006 s-au sărbătorit 800 de ani de la înființarea localității Felmer.
În anul 2007, în localitate mai erau 5 sași.

## Școala
Cea mai veche școală din Felmer, înființată de sași, este documentată în anul 1488.
În secolul al XVI-lea, în matricola gimnaziului Honterus din Brașov apare înregistrat și un anume Melchior Felmerius, originar din Felmer.
În 1909 a fost construită o nouă școală, din materialul rezultat din demolarea zidurilor și turnurilor bisericii. În prezent, acesta este în ruine, lipită de zidul de incintă.
În prezent, la Felmer funcționează o școală generală cu clasele I-VIII, pe Strada Principală nr. 320, și o grădiniță cu program normal, ambele cu predare în limba română.

## Biserica evanghelică

Etape edilitare pentru biserica fortificată din Felmer

Existența primei biserici din Felmer este menționată documentar din anul 1494, dar părți ale construcției de factură romanică datează din secolul al XIII-lea, construcția bisericii începând în 1250.
În sec. XV biserica este transformată în biserică fortificată (Kirchenkastell ), prin ridicarea unei incinte fortificate din ziduri de protecție, prevăzute cu două bastioane.  Inițial, în bastioane se păstrau grânele satului.
Orga bisericii din Felmer a fost construită în anul 1780 de constructorul de orgi Johannes Prause, venit din Silezia și stabilit la Brașov. Este prima orgă construită de el în Transilvania. La momentul inaugurării orgii, organist era Joannes Figuli. În 1995, când parohia evanghelică din Felmer mai număra doar 16 enoriași, orga din Felmer a fost dusă la Făgăraș, unde trăiesc mulți enoriași plecați din Felmer. Aici a fost restaurată de Hermann Binder, constructor de orgi din Sibiu și de Michael Kessler. Orga a fost repusă în funcțiune în 8 decembrie 1996, orele 17:00 în Biserica evanghelică din Făgăraș.
Analoghionul (în germană Lesepult) bisericii din Felmer, un pupitru înalt, mobil, pe care se pun cărțile de cult în biserică, poartă inscripția zur Ehre Gottes und zu dem Gedächtniß hat diese machen laßen Andereas Binder ANO 1766 (spre slava lui Dumnezeu și spre aducere aminte, acesta a fost comandat de Andereas Binder în anul 1766). În anul 1997, specialiști de la Muzeul „Astra” din Sibiu au restaurat analoghionul, care, ca și orga, se găsește în prezent în biserica evanghelică din Făgăraș.
Turla bisericii a fost terminată abia în anul 1795. Mai târziu, acolo s-a păstrat slănina locuitorilor satului.
În 1866 a fost renovată clopotnița. Ultima lucrare importantă de renovare a avut loc în 1909, când a fost ridicată și școala adiacentă incintei. Datorită molozului depozitat în jur, turnurile par, de atunci, mai mici. În jur s-a amenajat un șanț cu apă. În clopotniță se află 3 clopote. Cel mare, datat 1614, cel mijlociu datat 1924, și cel mic, donat de asociația femeilor din Felmer, datat 1926.
În septembrie 2007, asociația HOG Felmern a reușit să încheia reparația acoperișurilor celor două turnuri și a acoperișului casei parohiale. Au început și lucrări de renovare interioară a bisericii. Se intenționează realizarea unui nou tablou pentru altar, pentru a-l înlocui pe cel furat cu câțiva ani în urmă.
Ansamblul bisericii evanghelice fortificate este înscris în Lista monumentelor istorice 2004 - Județul Brașov la nr. crt. 631 cod LMI: BV-II-a-B-11697, având la nr. crt. 632 cod LMI: BV-II-m-B-11697.01 Biserica evanghelică fortificată și la crt. 633 cod LMI: Incintă fortificată cu două turnuri.

## Biserica ortodoxă
La 1700, românii au construit prima biserică, cu cimitir, pe locul denumit în prezent "Tînarog".
Până la începutul secolului al XIX-lea, în Felmer a existat o biserică ortodoxă clădită din lemn, pe un teren donat românilor de comunitatea săsească, lângă cimitirul săsesc. După ce biserica de lemn s-a deteriorat, în anul 1834 a fost zidită actuala biserică, cu hramul „Sf. Nicolae”. Construcția a fost executată sub supravegherea unui meșter din Făgăraș, pe nume Jiga. Turnul și clopotnița au fost construite între anii 1834-1840, de către meșteri români din Daia-Sighișoara. Biserica are formă de navă, cu naosul despărțit de pronaos printr-un zid scund. Iconostasul este confecționat din lemn și tencuială. Acoperișul bisericii a fost distrus în proporție de 80% în urma unei furtuni puternice, dar a fost reparat în anul 1876.  Biserica a fost renovată în mai multe etape, în 1876, 1906, 1965, 1970, și 2002-2004. În 2008 întregul acoperiș a fost înlocuit cu țiglă metalică.

## Obiceiuri

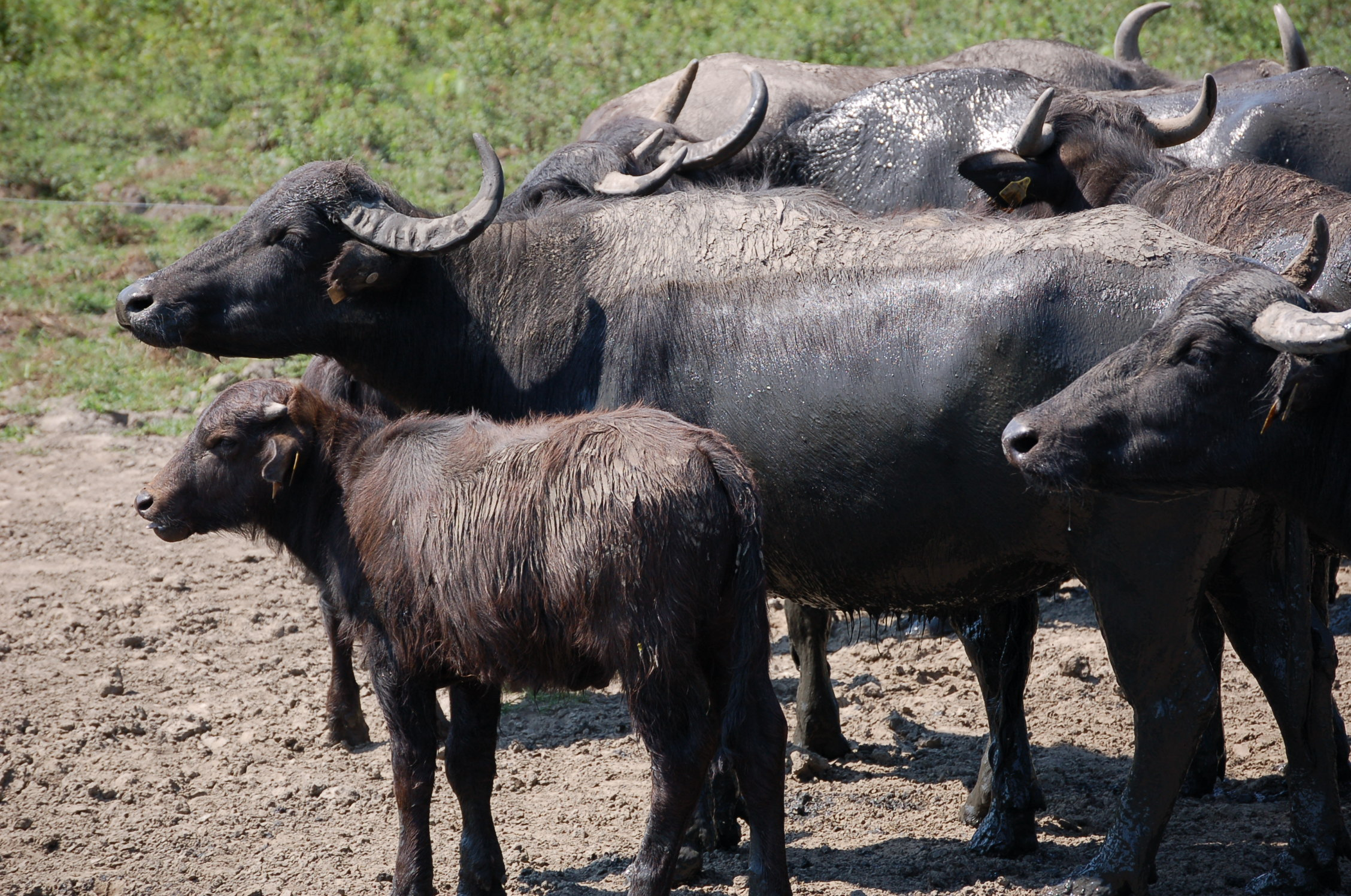
Drigane

În anul 1970, în sat se mai păstra un obicei interesant. Dimineața, toate bivolițele (numite acolo drigane) plecau la păscut, mânate de un văcar,  urmate de toți porcii, mânați de porcari. În fiecare zi era numit câte un băiețel, care să urce în turla bisericii, pe seară, când urmau să se întoarcă animalele de la pășune. Primele veneau driganele. Când le vedea apărând, în zare, copilul suna clopotul și toți gospodarii deschideau porțile, iar driganele intrau fiecare în curtea ei. Peste vreo jumătate de oră, se vedeau porcii venind spre sat. Copilul suna din nou clopotul și oamenii deschideau din nou porțile. Fiecare porc se întorcea la curtea lui, precum făcuseră și driganele mai devreme.
Deși driganele dau un lapte gras, foarte bun, oamenii nu mai vor să le țină. Probabil pentru că, după o fătare, bivolița nu poate fi mulsă la fel de multe luni ca o vacă. În plus, o bivoliță ajunge la patru ani la maturitate, nu la doi, precum junica. De aceea, în prezent în sat se mai numara putine drigane!

## Descoperiri arheologice
În Felmer, în anul 1867 a fost descoperită o necropolă tumulară formată din două movile, care datează din Epoca Bronzului. Cele două movile conțin:
- un mormânt de incinerație, cu cistă din piatră, formată din patru lespezi de gresie și acoperită cu o altă lespede. Cista era lungă de cca 75 cm și lată de 30 cm. În ea s-a găsit cenușă.
- un mormânt de incinerație în groapă. În mormânt s-au găsit oase arse și cenușă.
- Cuptorul de ars ceramică, descoperit în luna mai 1981[5] de cercetători ai muzeelor din Brașov și Făgăraș în hotarul satului Felmer, pe locul numit de localnici „Piscul lui Andrieș”. Actualmente, cuptorul se găsește, restaurat, în sala de arheologie a Muzeului Țării Făgărașului „Valer Literat”. Este un cuptor cu două vetre, cu dimensiunile de 225 × 180 cm. Postamentul,prevăzut cu orificii, pe care erau amplasate vasele în vederea arderii, se găsește 70 cm înălțime față de bază. Cele două părți componente sunt în formă de potcoavă, iar bolțile tronconice. În acest cuptor se ardeau vase de dimensiuni relativ reduse, pentru necesități gospodărești.[22]

În Repertoriul Arheologic Național sunt înregistrate 5 obiective din Felmer:
- 41970.01: Așezare neolitică și de epoca romană de la Felmer aflată în dreapta pârâului Felmer, cu urme de locuire civilă din Eneolitic, Epoca romană și Epoca medievală / sec. III - IV, sec. VIII - XII p Chr.

- 41970.04: Situl arheologic de la Felmer de la punctul Calea ai Strâmbă cu urme de locuire civilă din Epoca bronzului, Latene și din epoca post-romană / sec III-IV- VII-X p Chr.

- 41970.05: Așezarea de la Felmer de la punctul Dealul Viilor, la S de sat; în stânga pârâiașului Valea Viilor, cu urme de locuire civilă din epoca post-romană / sec III-IV p Chr.

- 41970.06: Situl arheologic de la Felmer de la punctul Via Popii, cu urme de locuire civilă din epoca romană și epoca post-romană.

- 41970.08: Situl arheologic de la Felmer de la punctul Sub Mesteceni, cu urme de locuire civilă din Epoca bronzului, Latene, Hallstatt și Epoca romană.

Panoramic al reliefului din Felmer

## Evenimente
Istoria amintește de moartea în Felmer a episcopului de Mediaș și voievodului Emeric Țibac (Emerich Cibák / Emerik Cibák), asasinat în 1533 de Johann Doczy la cererea lui Ludovico Gritti (ortografiat și Alvise Gritti / Ludwig Gritti / Gritti Alajos). Ca urmare a asasinatului, în 1534, populația din Mediaș, revoltată, s-a răsculat sub conducerea lui Ștefan Mailat și l-a ucis pe Gritti.,

## Galerie de imagini

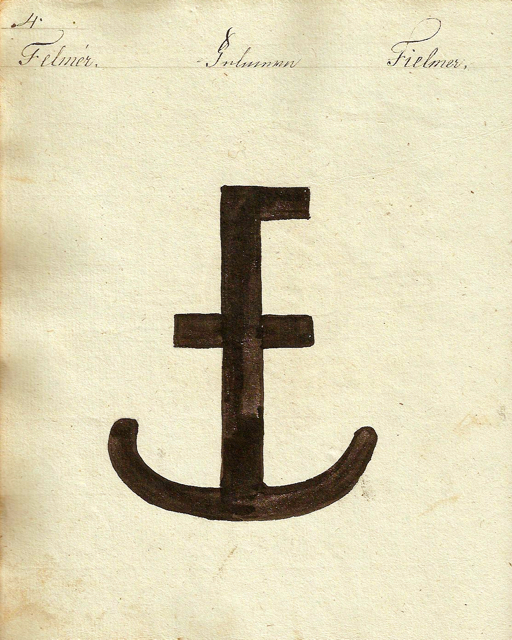
1826 - Danga pentru vitele din Felmer
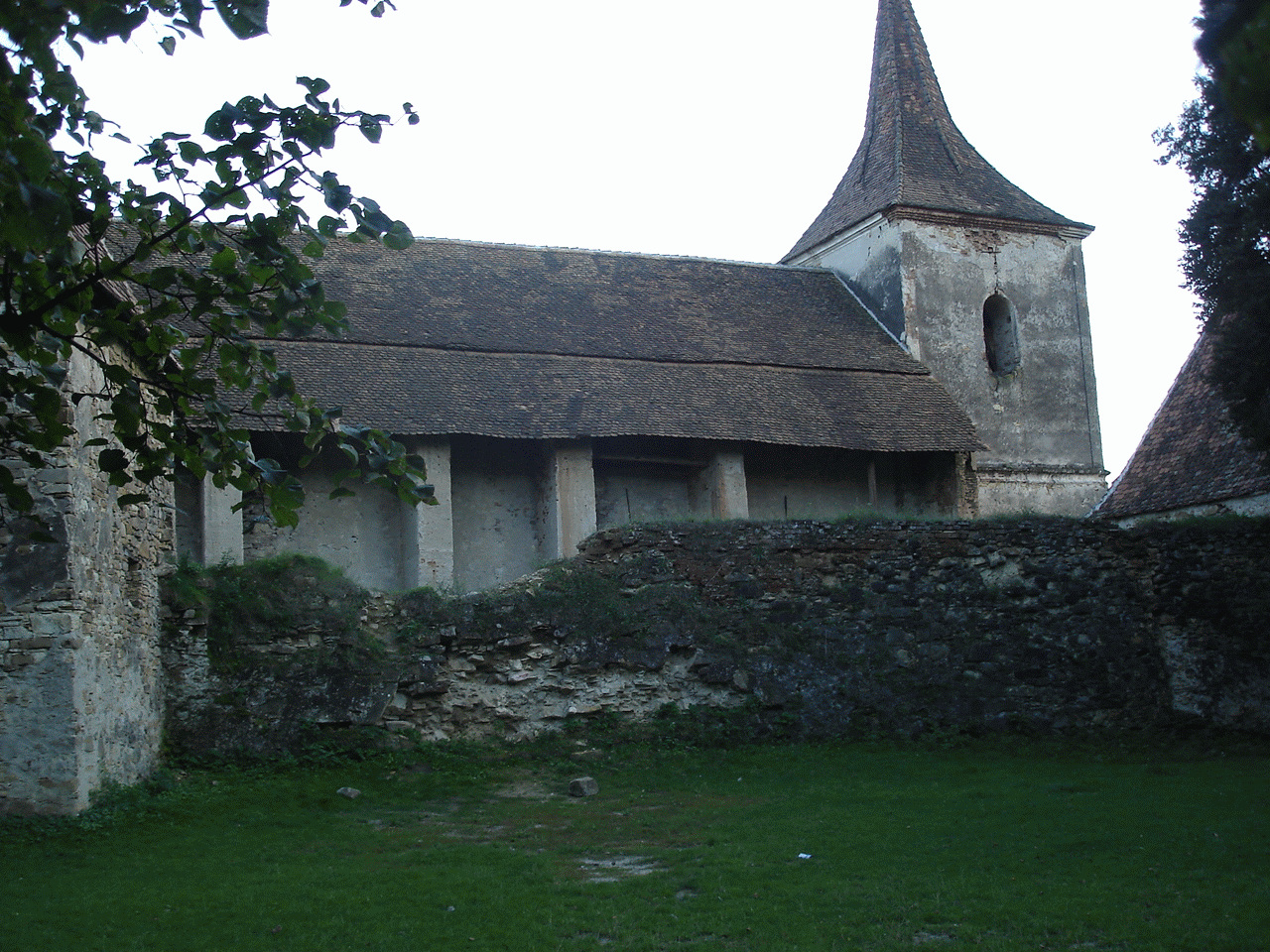
Biserica evanghelică, construită de sași
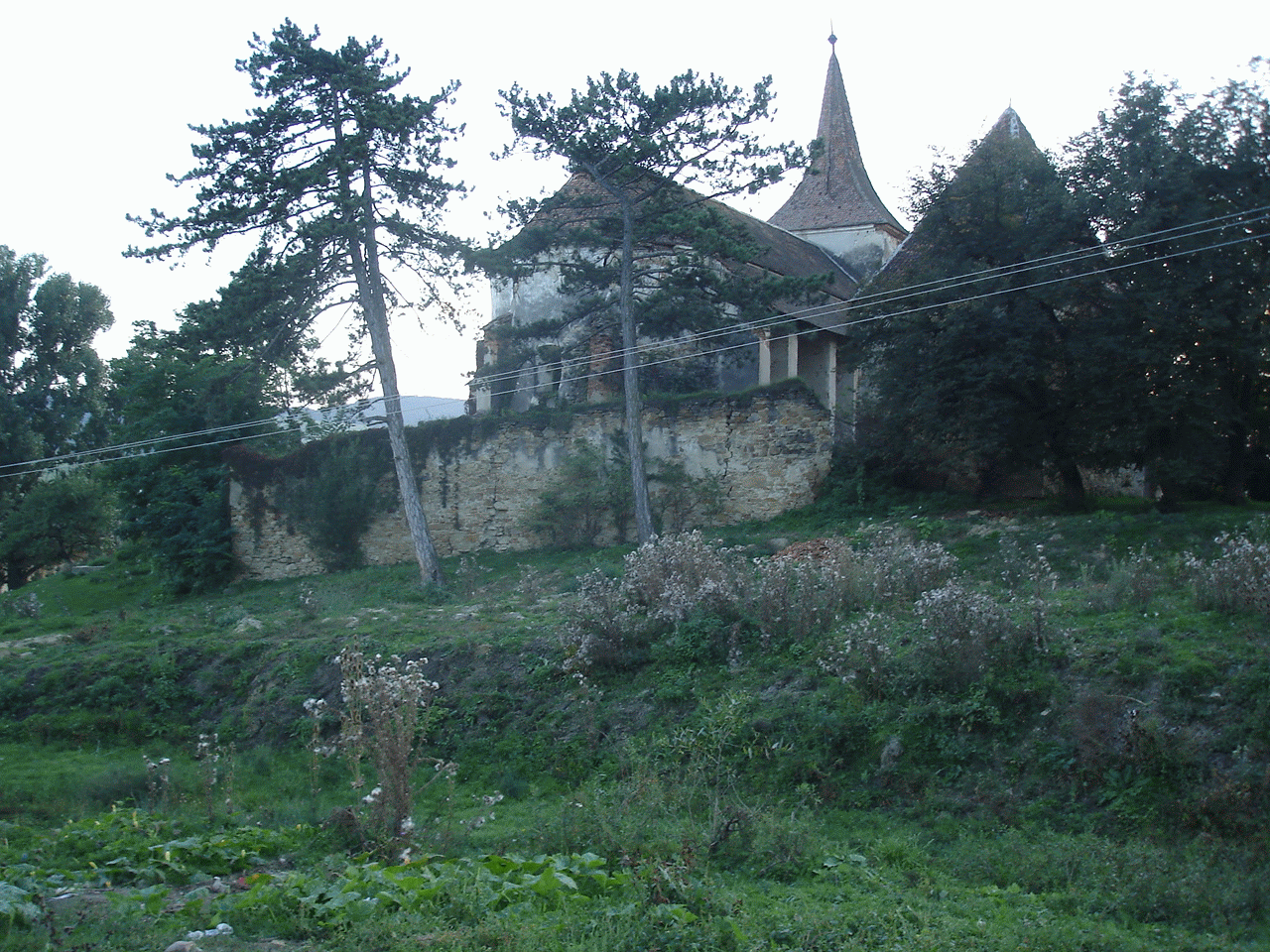
Biserica evanghelică, văzută din spate
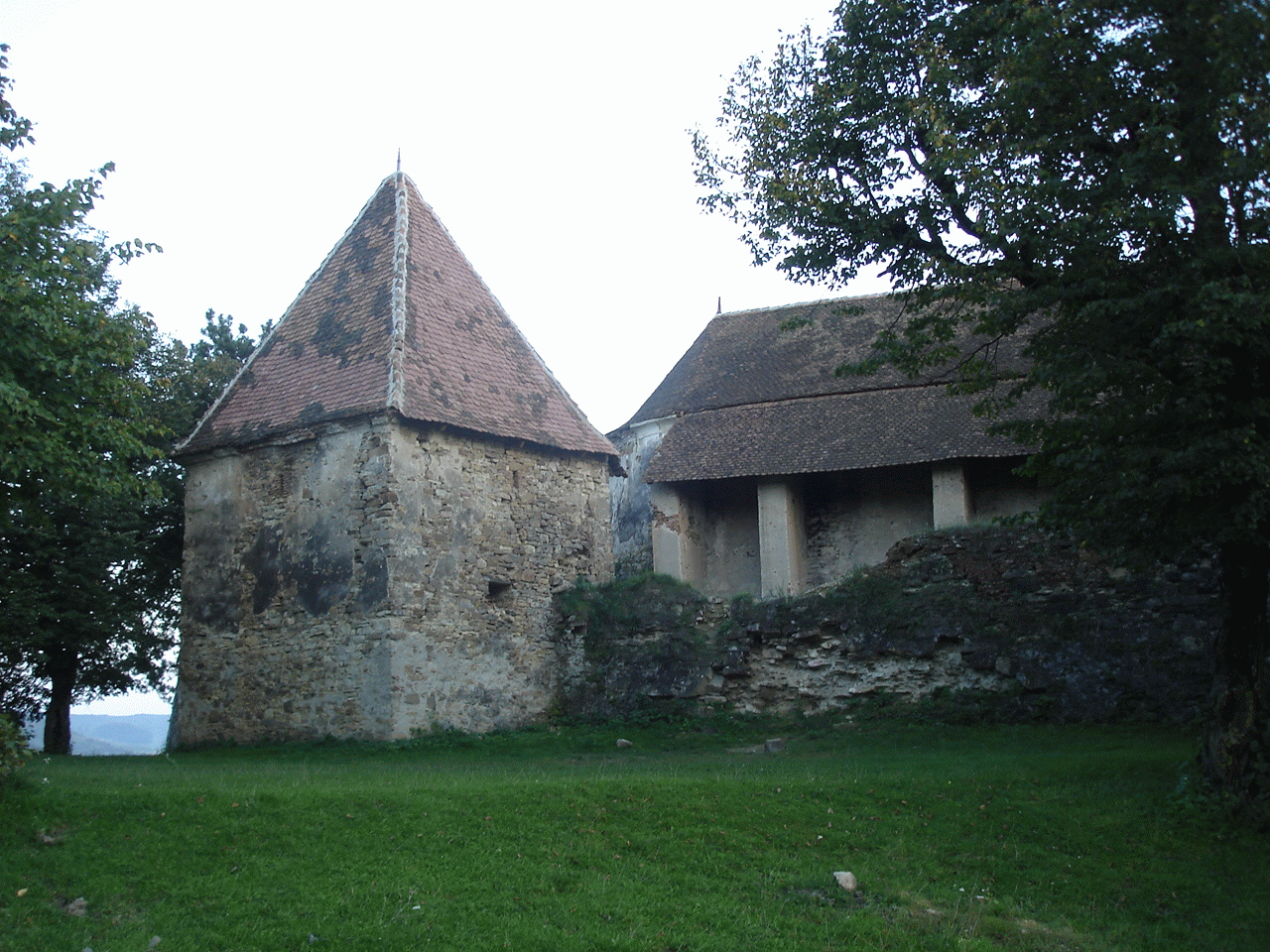
Biserica evanghelică, văzută din lateral
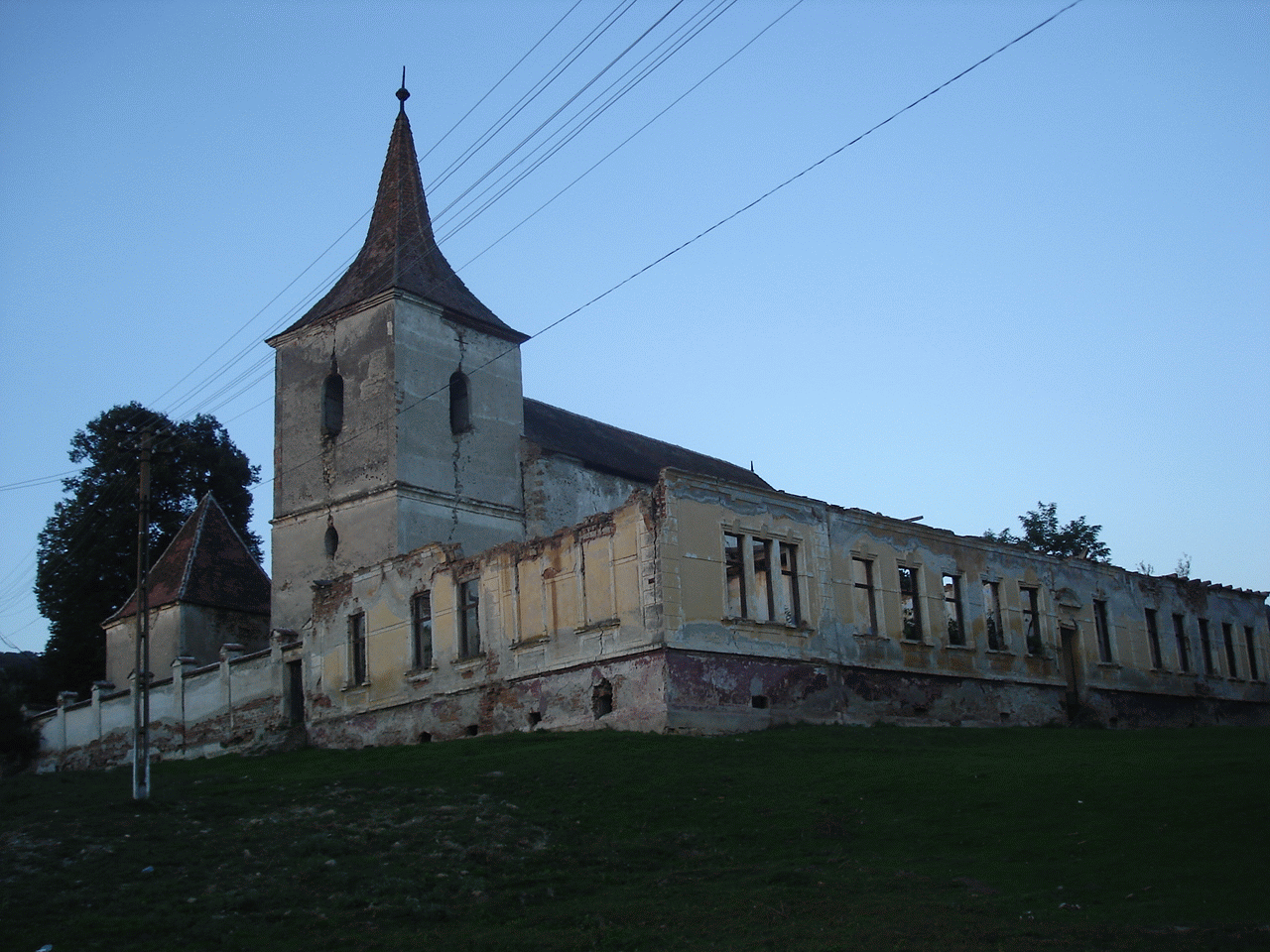
Biserica evanghelică și ruinele fostei școli săsești
Case lăsate în urmă de sașii emigrați, în care s-au mutat romi
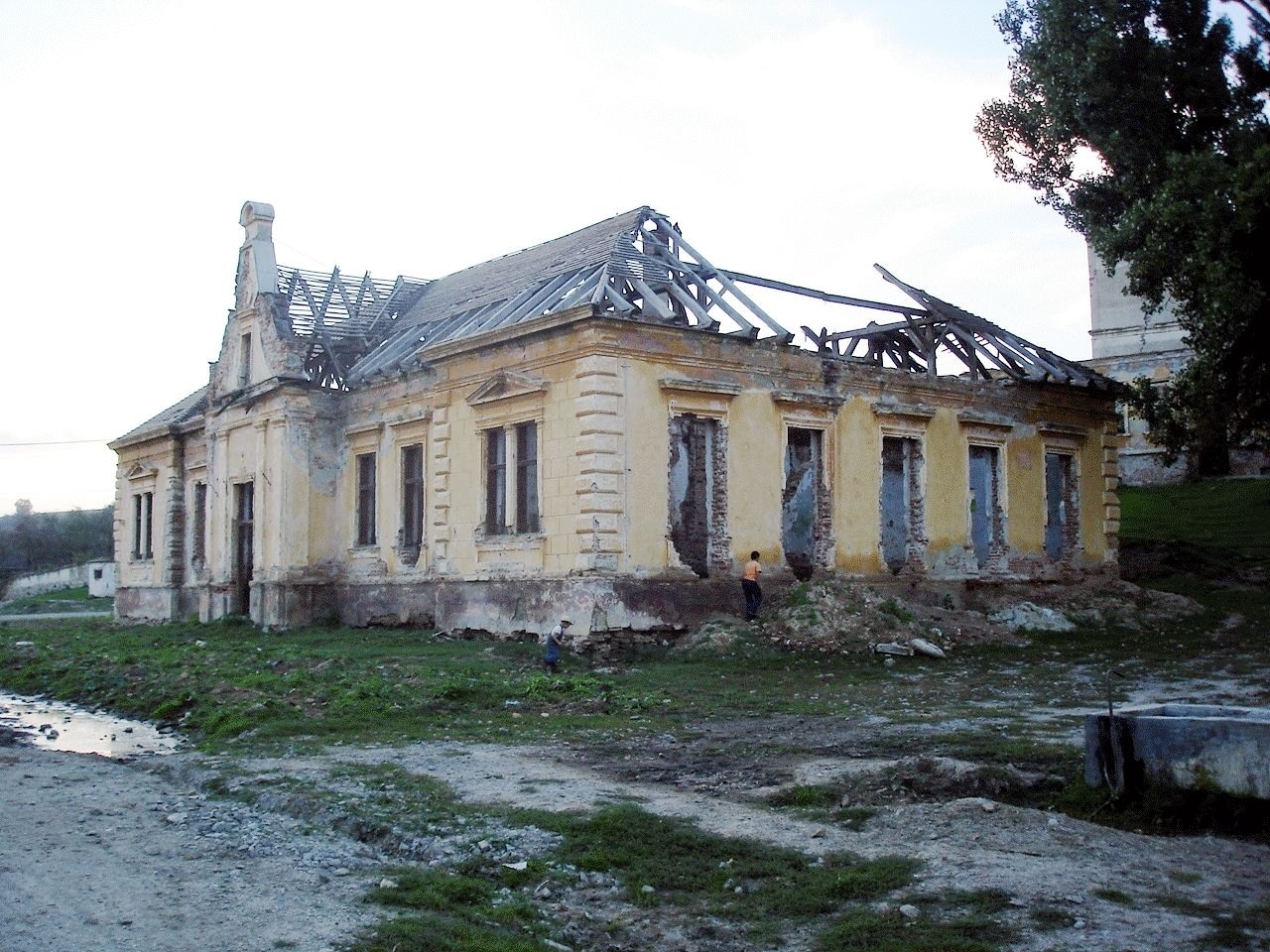
Fosta primărie săsească, devastată de noii localnici (În prezent primăria comunei este la Șoarș)
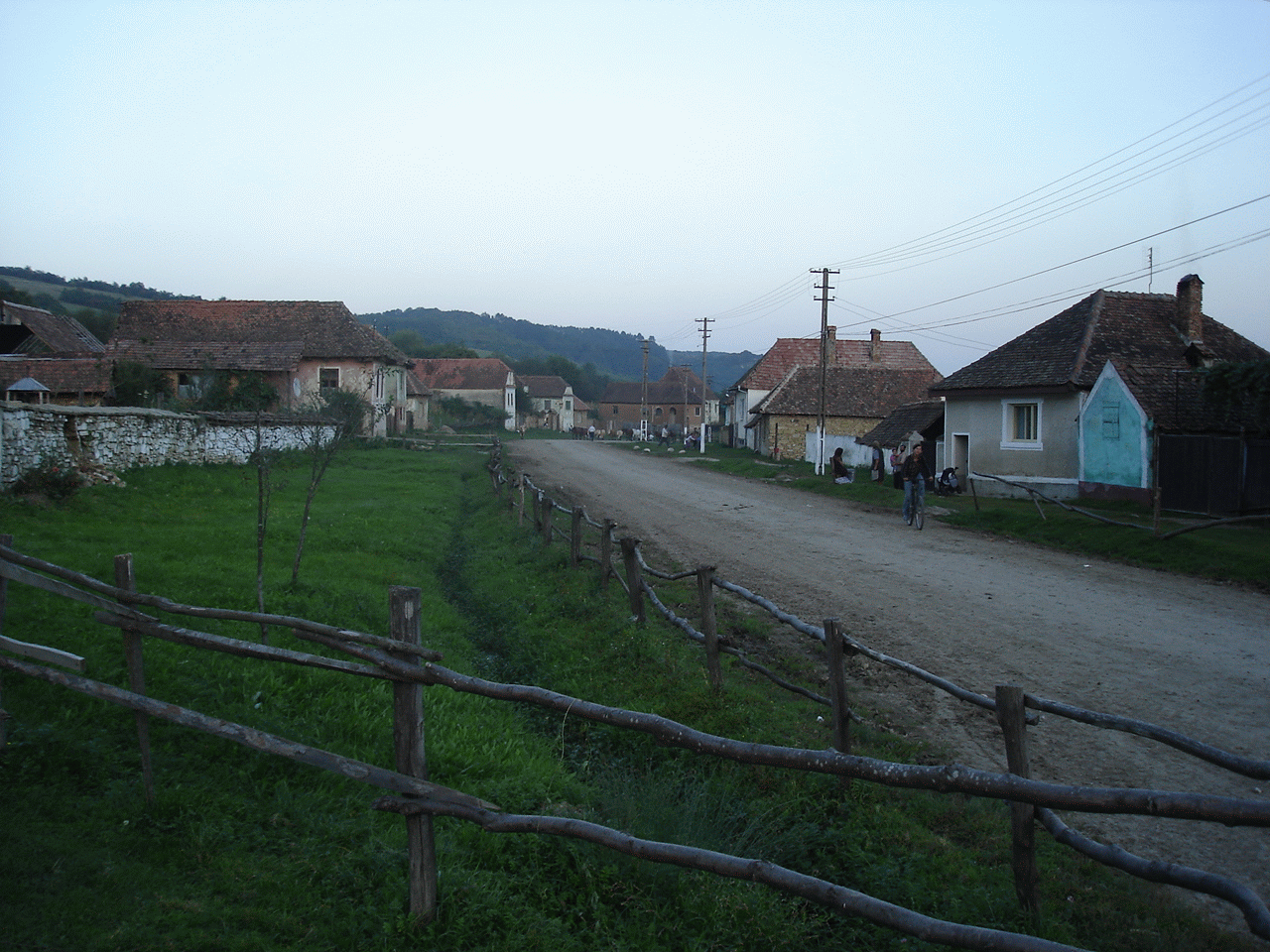
Strada principală a satului Felmer
Casă din Felmer, aflată pe strada principală
Panoramă în centrul satului
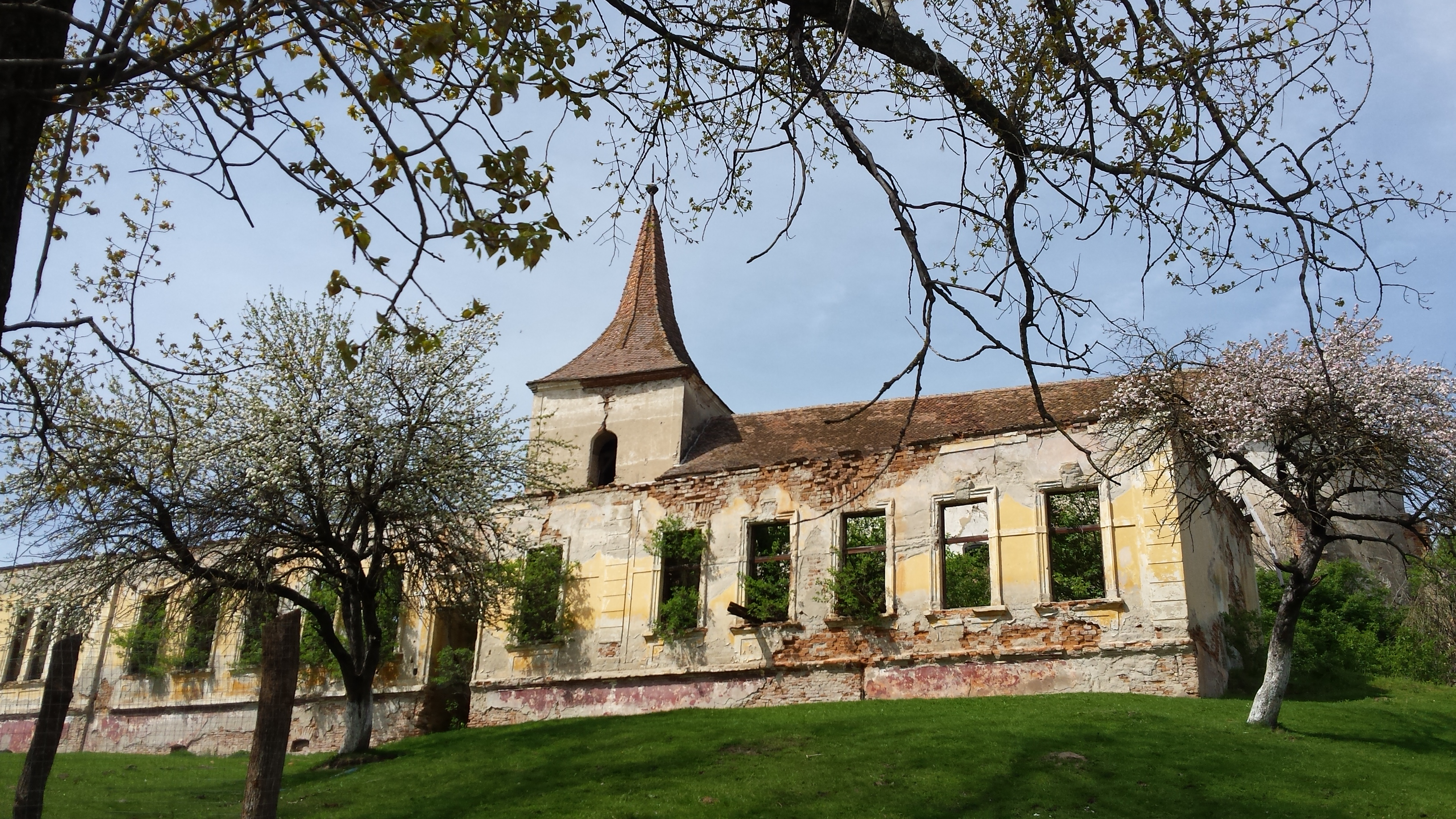
Ruinele vechii școli
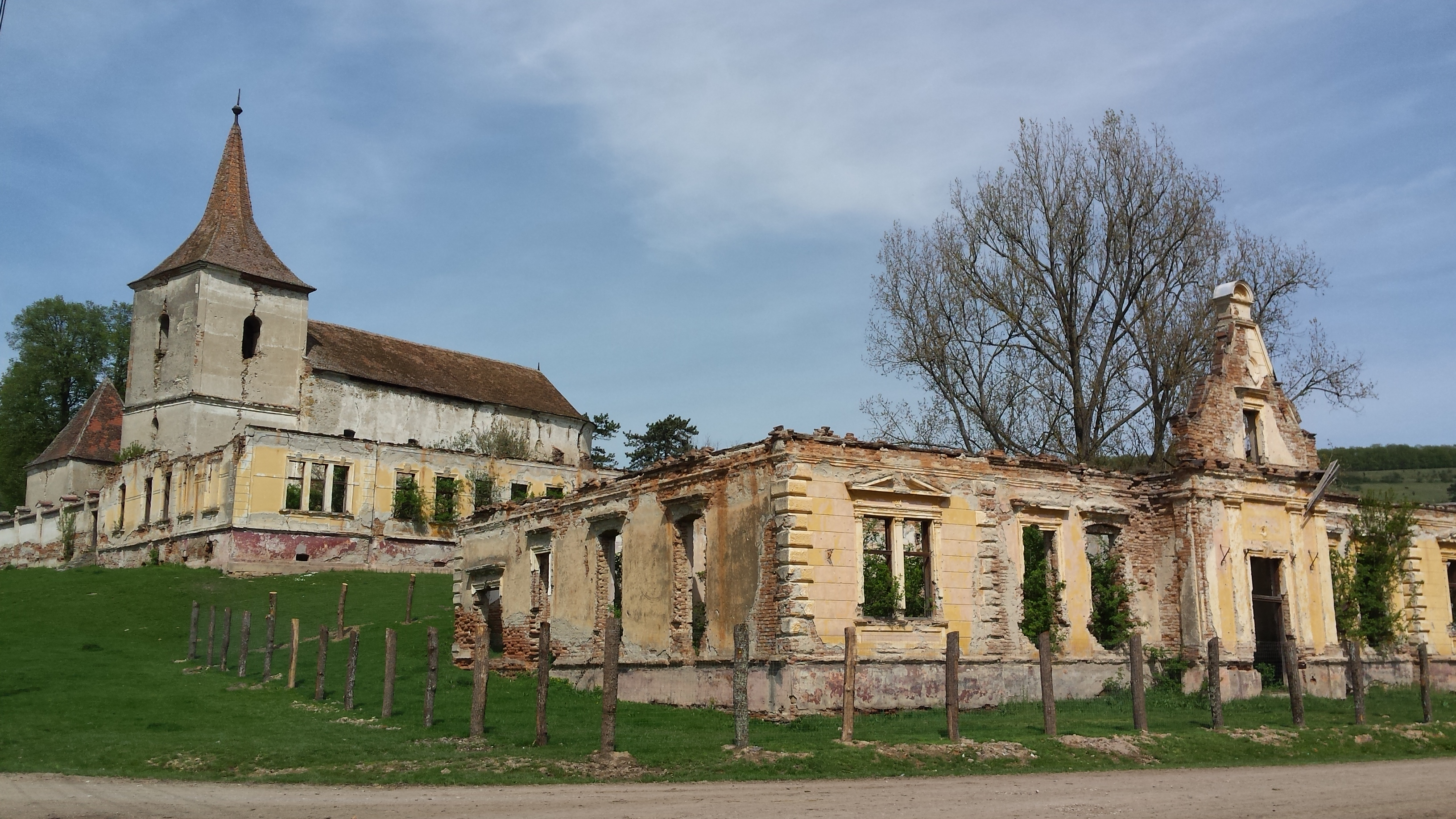